# Вендицератопс
Вендицератопс (лат. Wendiceratops) — род птицетазовых динозавров семейства цератопсид из верхнего мела Канады. Включает единственный вид — Wendiceratops pinhornensis.

## Открытие

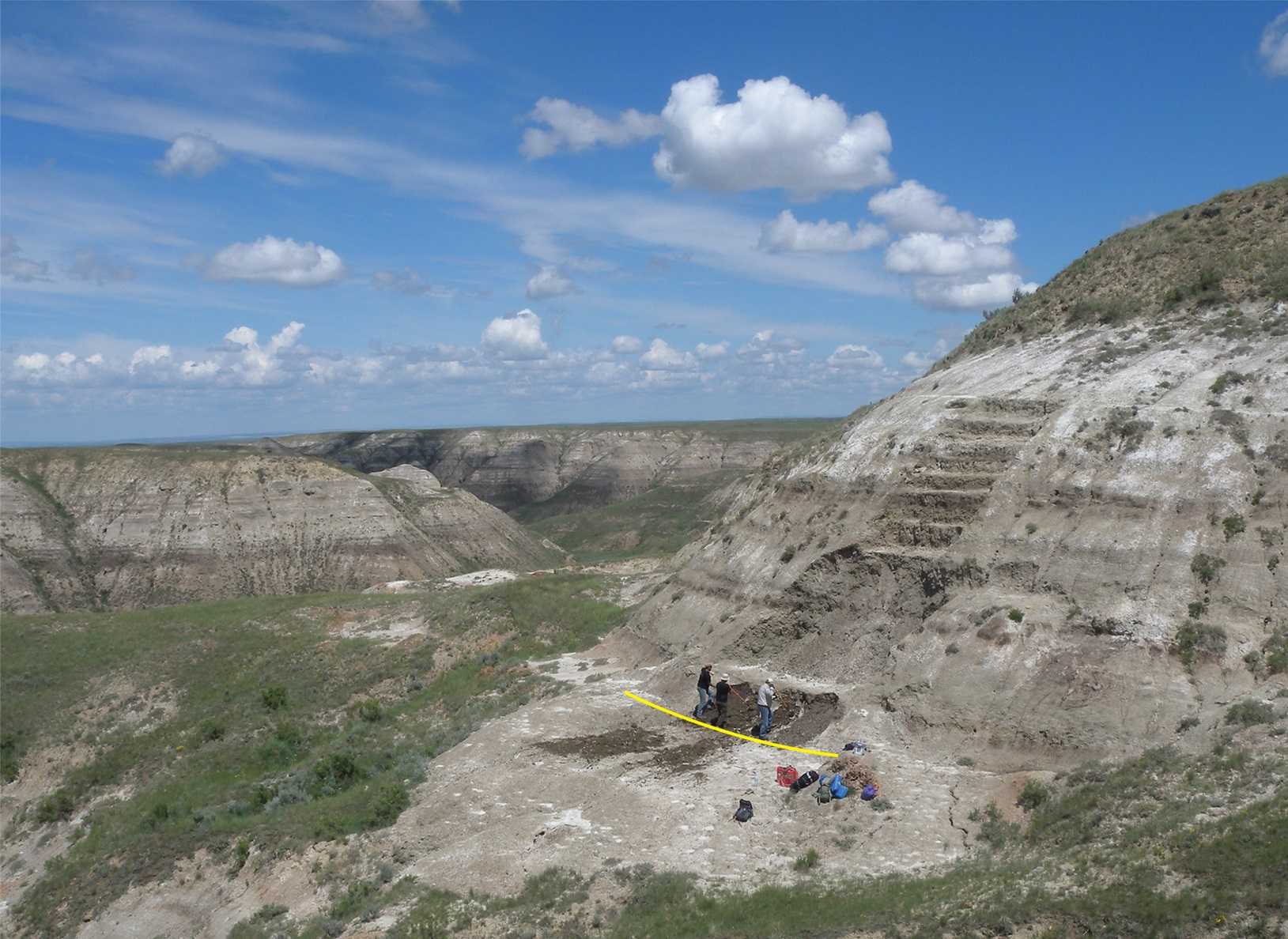
Карьер, где нашли голотип

В 2010 году канадский палеонтолог-любитель Венди Слобода нашла костное ложе динозавров на территории заповедника Pinhorn Provincial Grazing Reserve к югу от реки Милк, провинция Альберта. В 2011 году команда Королевского Тиррелловского музея после детального изучения местонахождения начала раскопки. В 2013 и 2014 годах были обнаружены многочисленные окаменелости.
В 2015 году палеонтологи Дэвид Эванс и Майкл Райан назвали и описали типовой вид Wendiceratops pinhornensis, причислив его к подсемейству центрозаврин. Родовое название совмещает имя Венди Слободы и латинизированную форму древнегреческого слова «keratops» — «рогатая морда». Видовое название содержит отсылку к географии находки. Вендицератопс стал вторым цератопсом, изученным и научно описанным в 2015 году.
Голотип TMP 2011.051.0009 найден в слоях формации Олдман, датируемых кампанским ярусом. Слои аргиллита в сорок сантиметров толщиной имеют возможный возраст от 79 до 78,7 миллионов лет. Остатки содержали в себе элементы черепа, нижней челюсти, позвоночника, лопатки, таза и конечностей. Все они были разбросаны далеко друг от друга. В дополнение к костям Wendiceratops, были найдены остатки тираннозаврид, крокодилов, рыб и растений.

## Описание

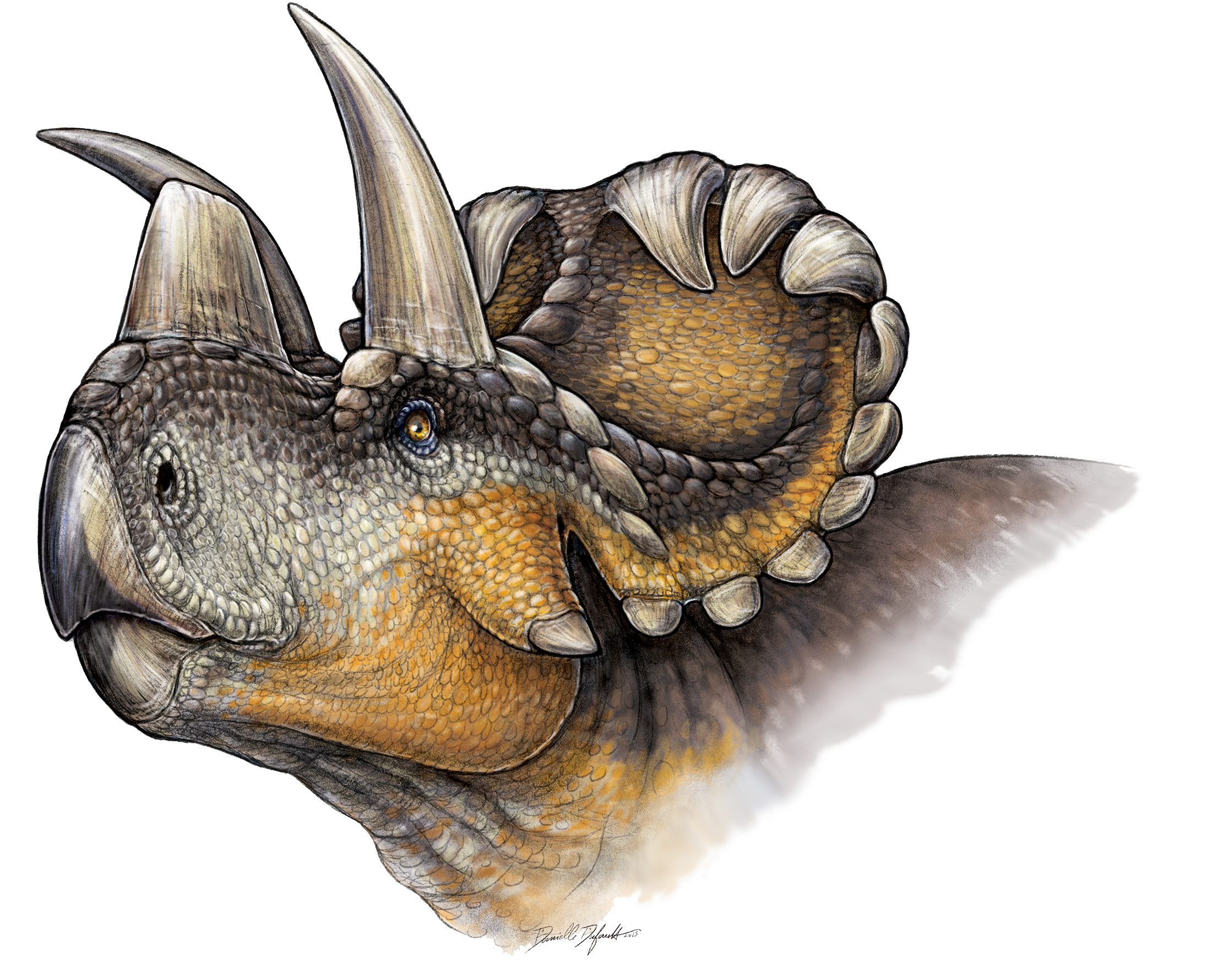
Реконструкция

### Размер и отличительные черты

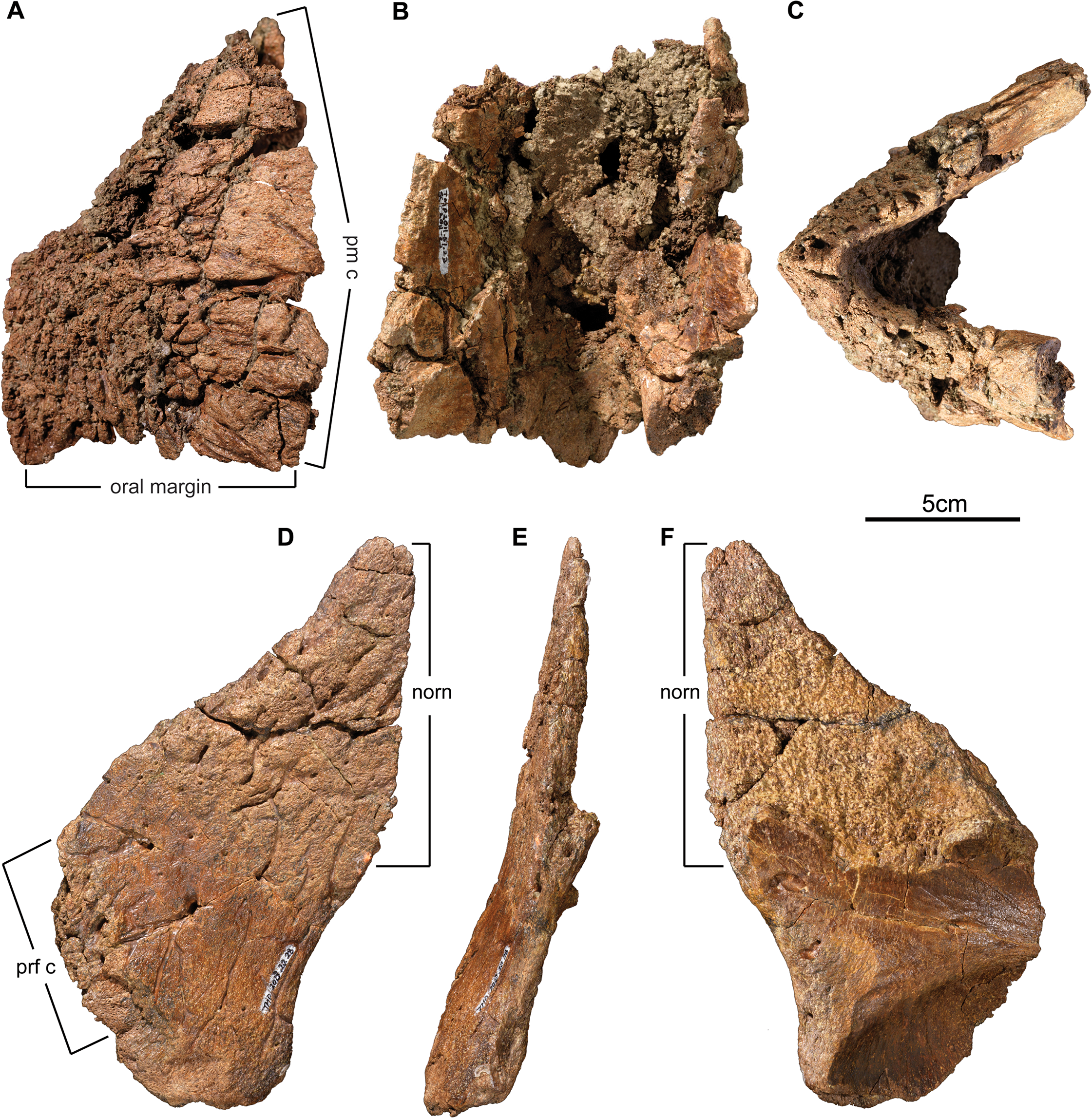
Клюв и носовая кость

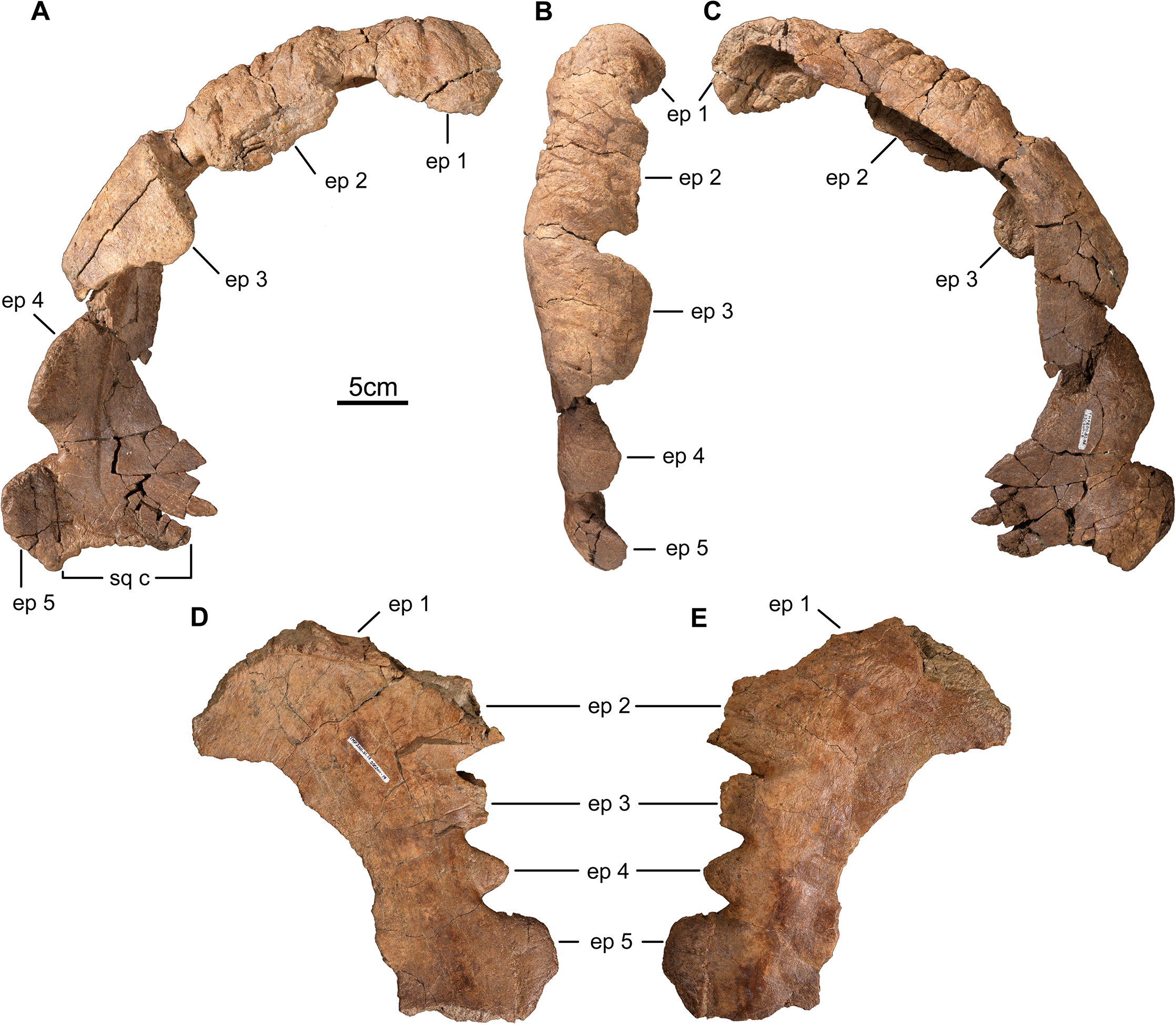
Теменная кость

Вендицератопс достигал 4,5 метра в длину и имел массу около 1,5 тонн. Как и другие цератопсиды, он был четвероногим (по способу передвижения) растительноядным животным.
Авторы описания отметили две уникальные черты, или аутапоморфии: на краю шейного «воротника» имеются широкие костные выросты, выдающиеся вперёд и нависающие над воротником. Таз имеет расширенный прямоугольный нижний конец.

### Скелет
Верхняя челюсть вендицератопса имела минимум 26 зубных гнёзд, в которых зубы формировали так называемую «зубную батарею». Надбровных рогов обнаружено не было. Носовая кость несла вертикальный рог. Точный размер и форма рога не установлены, но его сломанный фрагмент имеет высоту 115 миллиметров и предположительную длину 9 сантиметров.
В то время как каждый вид центрозаврин имеет различные формы обрамления воротника, их поскраниальный скелет (часть скелета за исключением черепа) очень консервативен и несёт в себе мало вариаций. Соответственно, авторы описания не смогли найти различий в посткраниальном скелете вендицератопса. Исключением считалась седалищная кость. У других центрозаврин она имеет, при виде сбоку, самое широкое место на середине своей длины. Однако седалищная кость вендицератопса расширяется к своему нижнему концу, в результате чего приобретает в целом прямоугольную форму. Однако позднее выяснилось, что данная форма также присутствует у рода Medusaceratops, и, таким образом, может быть синапоморфией базальных центрзаврин.
Костное ложе содержит обильный, хорошо сохранившийся посткраниальный материал взрослых и нескольких молодых особей (были обнаружены две большеберцовые кости длиной всего 20 сантиметров). Это позволило впервые описать ряд элементов посткраниального отдела скелета базального центрозаврина.

## Палеобиология
Будучи найденным в формации Олдман, вендицератопс обитал бок о бок с такими динозаврами, как дасплетозавр, парониходон, троодон, альбертацератопс и паразавролоф. Авторы отметили, что вендицератопс является пятым цератопсидом, известным из формации Олдман или других формаций Северной Америки с подобным возрастом, после Albertaceratops, Judiceratops, Medusaceratops и Avaceratops. Предполагается, что это стало допустимо из-за разделения экологических ниш между этими животными.
Тафономия костного ложа указывает на скопления животных в результате массовой гибели, и свидетельствует и присутствии стадного поведения. Костное ложе вендицератопса примерно на два миллиона лет старше, чем костное ложе других цератопсид и является старейшим задокументированным свидетельством стадного поведения у данной группы динозавров.